# لولو سیتی (کلرادو)
لولو سیتی (انگلیسی: Lulu City, Colorado) یک شهر معدنی در شرق شهرستان گراند، کلرادو بود. این شهر در دره کاوونیچه در پارک ملی کوه راکی قرار دارد.